# Linoleografia
La linoleografia è una di  e tecnica di incisione e stampa artistica diretta, di immagini e grafiche su carta, cartone o stoffa mediante l'uso di una matrice ricavata per incisione da una porzione di linoleum adatto. Il termine "linoleografia" deriva dal nome del supporto (linoleum) e dal greco "grapho" (scrivere). La matrice può venire utilizzata per stampare diverse copie del progetto, fino a che non sia usurata. In ogni caso la linoleografia è una tecnica di stampa ad alta tiratura.
È una tecnica di stampa relativamente recente, soprattutto se paragonata a tecniche quali la serigrafia. In origine, infatti, il linoleum era semplicemente un materiale da pavimentazione e solo a partire dall'inizio del 1900 venne usato come materiale artistico.

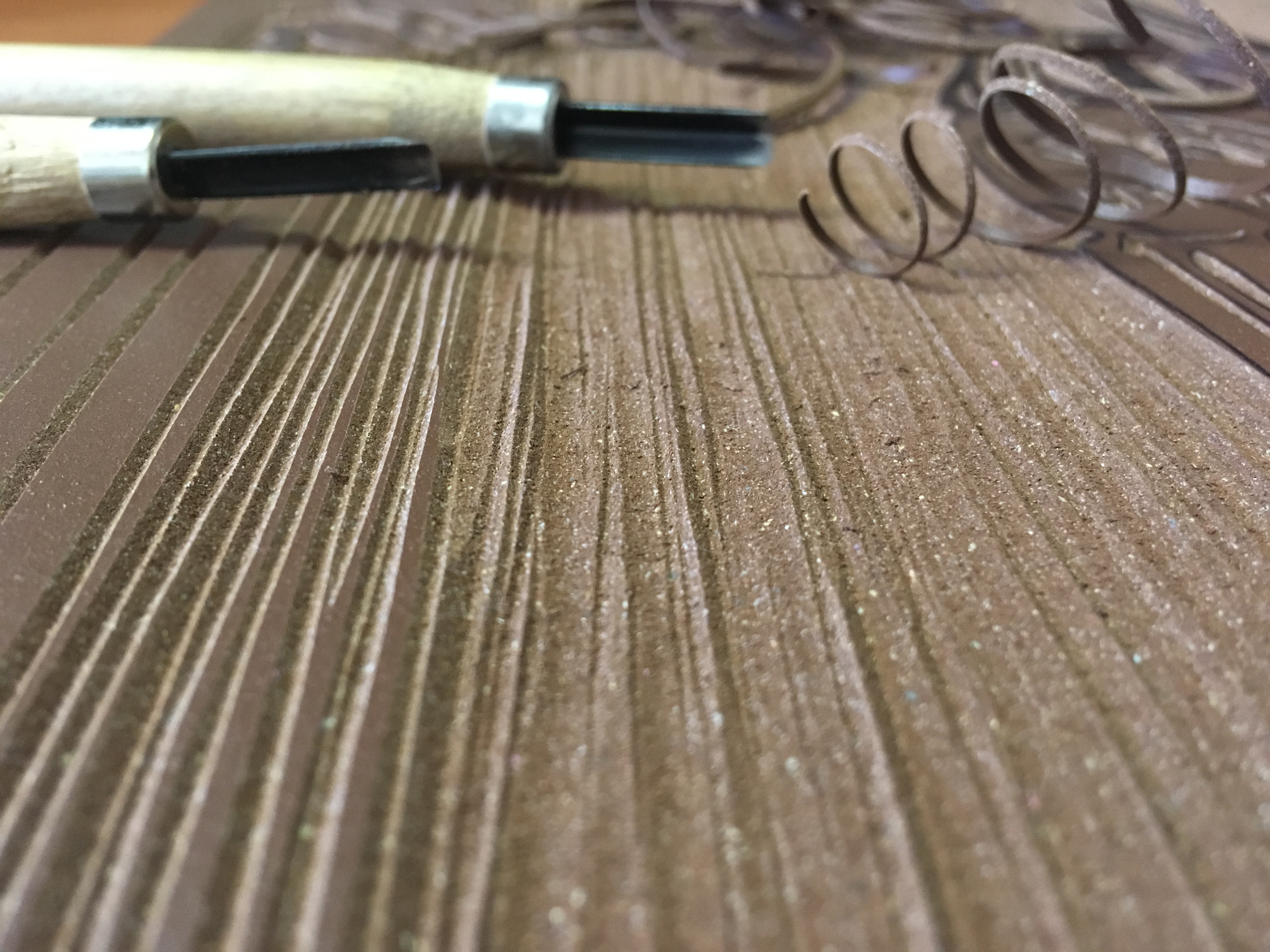
Lastra di linoleum incisa con sgorbie

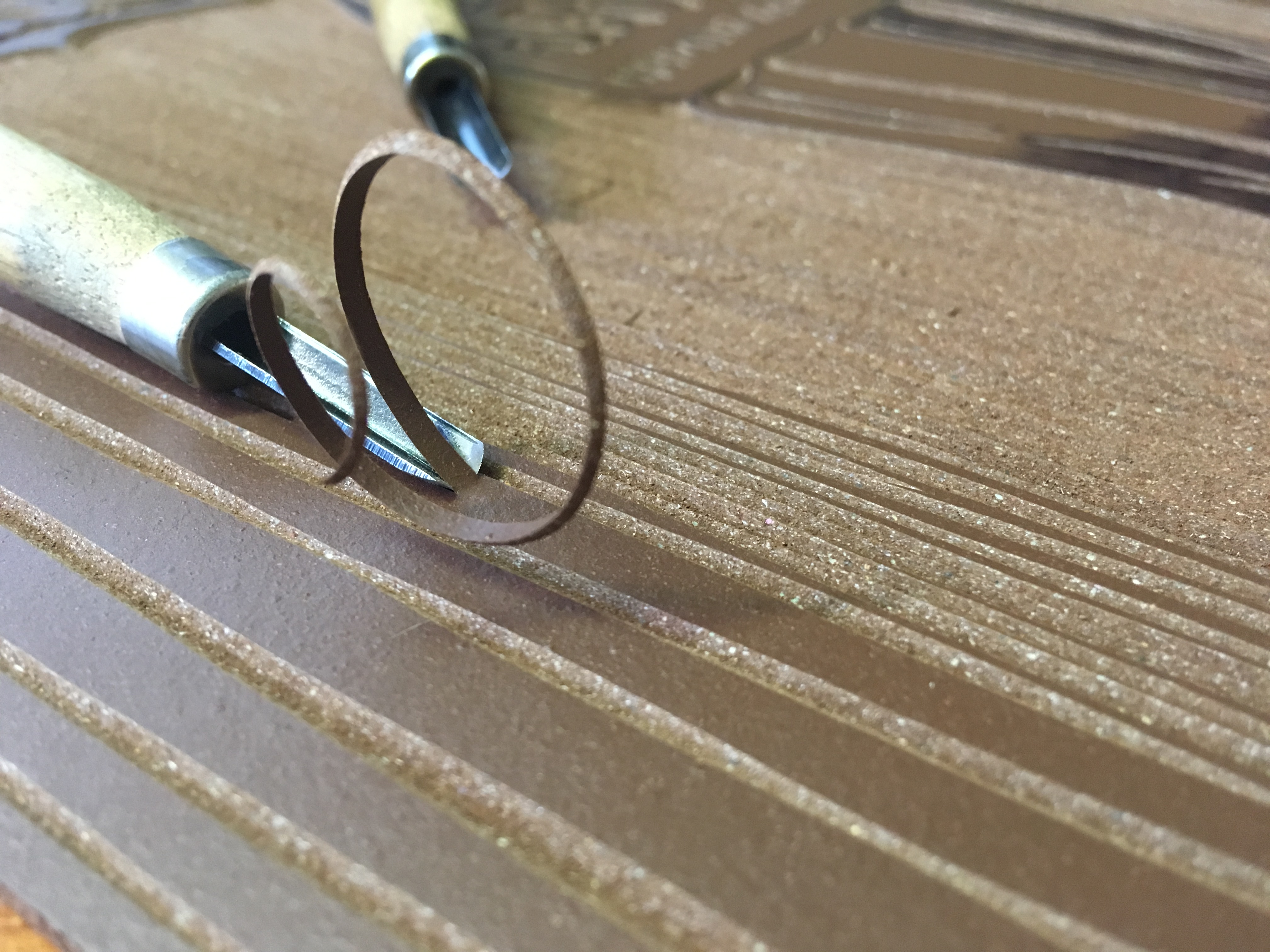
Lastre di linoleum di alta qualità per linoleografia

## Storia

### Primi esperimenti
I primi artisti che usano il linoleum come materiale per stampare sono gli espressionisti tedeschi Erich Heckel, Gabriele Münter ed Ernst Ludwig Kirchner e, dal 1913 in poi, i costruttivisti russi Vasilij Vasil'evič Kandinskij e Aleksandr Michajlovič Rodčenko. In America la linoleografia viene introdotta nel 1910 e nel 1911 arriva in Gran Bretagna.

### Claude Flight e la scuola inglese
In Gran Bretagna si diffonde la linoleografia a più colori grazie al lavoro di Claude Flight che insegna la tecnica alla Grosvernor School of Modern Art di Londra. Flight è un convinto sostenitore della stampa come forma d'arte accessibile a tutti: il linoleum è molto diffuso, abbastanza facile da lavorare e poco costoso, non lascia segni di trama sul prodotto finale e si presta quindi ad esaltare i colori. Queste caratteristiche convincono Flight ad abbracciare la tecnica con entusiasmo.
Le linoleografie di Flight e della Grosvernor School hanno un approccio e dei temi affini al futurismo italiano. Macchine, velocità, modernità, progresso sono i soggetti preferiti di questi artisti, con forme avvolgenti e strutture angolari. La scuola lancia artisti importanti quali la svizzera Lill Tschudi e le australiane Dorrit Black, Ethel Spowers e Evelyn Syme.
Nello stesso periodo il britannico Ben Nicholson sperimenta la linoleografia su stoffa, esponendo diverse opere.

### Picasso e la stampa "a forma persa"
Henri Matisse e Pablo Picasso sono importanti esponenti della linoleografia. È a Picasso che si deve lo sviluppo di un'evoluzione di questa tecnica: la linoleografia a forma persa.
Questo procedimento permette di stampare a più colori e implica un lavoro progressivo di incisione e rifinitura della matrice, per ogni applicazione di ciascun colore. In ogni passaggio la matrice viene ristampata e l'opera si completa per sovraimpressioni progressive di inchiostro sul supporto (solitamente di carta). 
Dato che la matrice diventa sempre meno utilizzabile a ogni riduzione e modifica, tutti gli esemplari vengono stampati insieme. In pratica: se il progetto prevede l'uso dei colori nero, azzurro e giallo, i fogli vengono prima tutti stampati con la matrice che riporta le parti in nero. Successivamente la matrice viene lavata e modificata per riduzione, ricavando la forma necessaria all'applicazione del secondo colore. Si procede quindi a stampare il secondo colore e poi il terzo. A questo punto la matrice è persa: non è più utilizzabile per ripetere dall'inizio il processo.
Picasso lavora a lungo sulla tecnica, spingendola fino ai limiti tecnici del materiale, fino ai primi anni '60.